# Mondaine

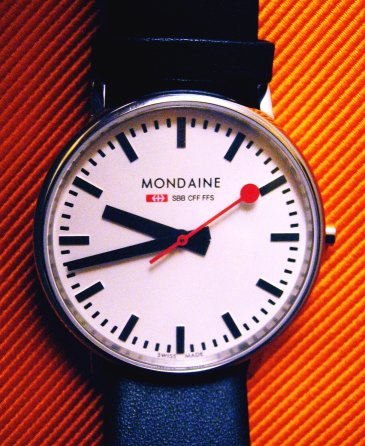
Mondaine modell 30332

Mondaine är ett varumärke för en uppsättning klockor, främst armbandsur, som tillverkas av det schweiziska företaget Mondaine Watch Ltd.
De flesta Mondaine-klockor är inspirerat av klassiska järnvägsstationsklockor, ursprungligen designad av Hans Hilfiker och enligt företagets webbplats är Mondaine officiellt armbandsur för SBB-CFF-FFS, den federala schweiziska järnvägsförvaltningen.
Mondaine tillverkar även ett antal modeller inspirerade av modern konst.